# Ozero Lisitskoje
Ozero Lisitskoje (ryska: Озеро Лисицкое) är en sjö i Belarus.   Den ligger i voblasten Vitsebsks voblast, i den norra delen av landet, 130 km norr om huvudstaden Minsk. Ozero Lisitskoje ligger 164 meter över havet. Arean är 0,62 kvadratkilometer. Den sträcker sig 0,9 kilometer i nord-sydlig riktning, och 1,3 kilometer i öst-västlig riktning.
Omgivningarna runt Ozero Lisitskoje är en mosaik av jordbruksmark och naturlig växtlighet. Runt Ozero Lisitskoje är det ganska glesbefolkat, med 22 invånare per kvadratkilometer.